# Andrew Butler

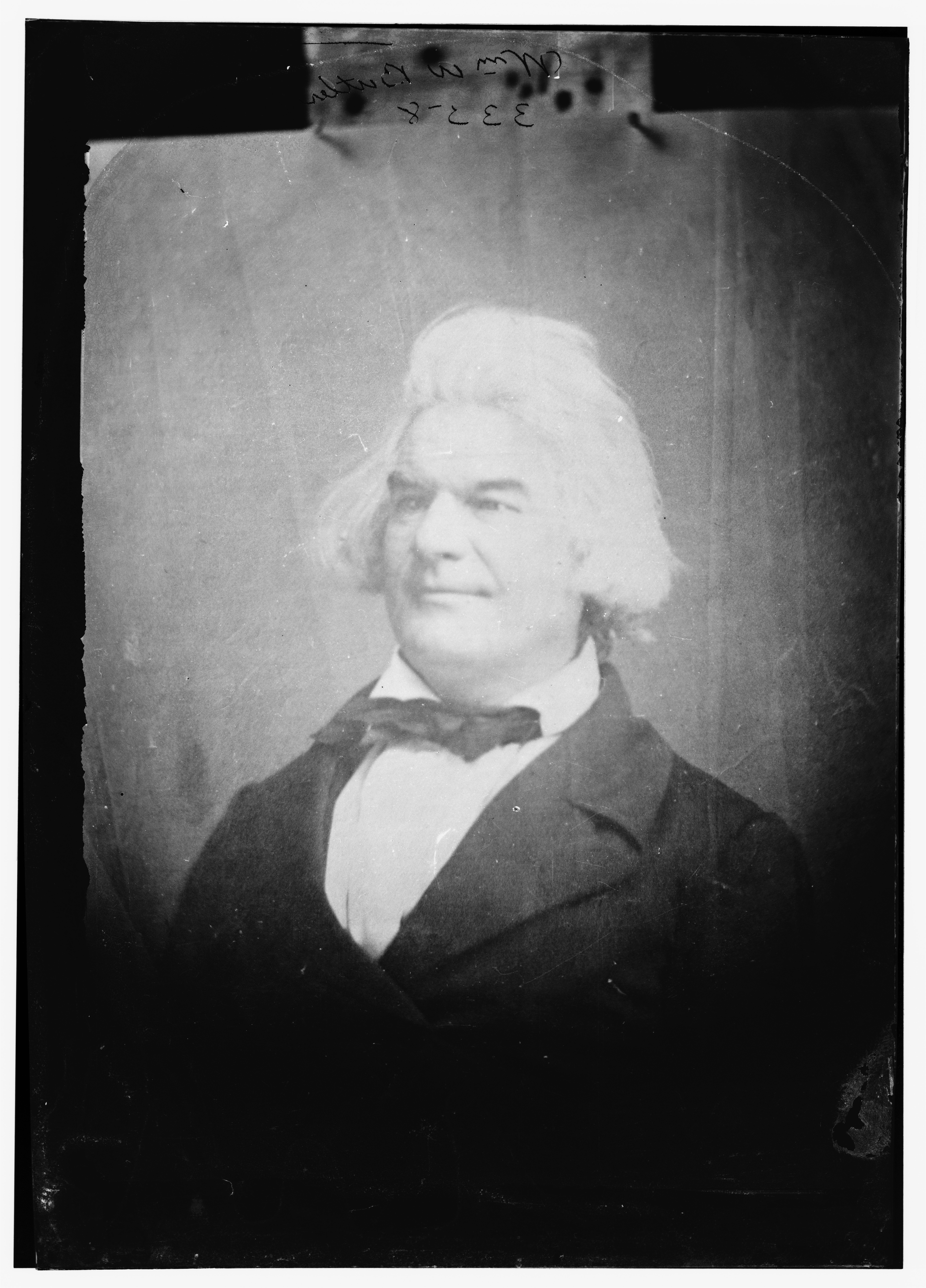
Andrew Butler

Andrew Pickens Butler (* 18. November 1796 in Edgefield,  Edgefield County,  South Carolina; † 25. Mai 1857 ebenda) war ein US-amerikanischer Politiker. Zwischen 1846 und 1857 vertrat er den Bundesstaat South Carolina im US-Senat.

## Werdegang
Andrew Butler war der Sohn von William Butler (1759–1821), der zwischen 1801 und 1813 den Staat South Carolina im US-Repräsentantenhaus vertreten hatte. Sein Bruder William (1790–1850) saß ebenfalls im Kongress und ein weiterer Bruder Pierce (1798–1846) war von 1836 bis 1838 Gouverneur von South Carolina. Außerdem war sein Neffe Matthew Butler (1836–1909) von 1877 bis 1895 ebenfalls US-Senator.
Andrew Butler besuchte die Doctor Waddell’s Academy in Willington (South Carolina). Im Jahr 1817 absolvierte er das South Carolina College, die heutige University of South Carolina. Nach einem anschließenden Jurastudium und seiner im Jahr 1818 erfolgten Zulassung als Rechtsanwalt begann er in verschiedenen Städten South Carolinas in seinem neuen Beruf zu arbeiten. Außerdem begann er eine politische Laufbahn. Er wurde Mitglied im Repräsentantenhaus von South Carolina. Allerdings sind die Daten wann er dort Abgeordneter war nicht überliefert. Zwischen 1824 und 1833 saß er im Staatssenat. In den 1820er Jahren schloss er sich der Bewegung um den späteren Präsidenten Andrew Jackson an und wurde Mitglied der von diesem im Jahr 1828 gegründeten Demokratischen Partei. Im Jahr 1824 gehörte Butler zum Stab des Gouverneurs. Nachdem er bereits 1833 kurzzeitig das Amt eines Richters ausgeübt hatte, war er von 1835 bis 1846 Richter am State Court of Common Pleas.
Nach dem Rücktritt von US-Senator George McDuffie wurde Andrew Butler als dessen Nachfolger in den US-Senat gewählt, wo er am 4. Dezember 1846 sein neues Mandat antrat. Nach zwei Wiederwahlen konnte er dieses Amt bis zu seinem Tod am 25. Mai 1857 bekleiden. Seit 1847 leitete er den Rechtsausschuss. Butler war Anhänger der Sklaverei und vertrat auch sonst die Positionen der Südstaaten vor dem Amerikanischen Bürgerkrieg. Dazu gehörte auch sein Eintreten für die Rechte der Einzelstaaten gegenüber dem Bund. Zusammen mit Stephen A. Douglas war er Mitverfasser des Kansas-Nebraska Acts aus dem Jahr 1854.
Nach ihm ist Butler County in Kansas benannt.